# ضریب شدت
ضریب شدت (انگلیسی: Severity factor)
ضریبی است که پایداری عایق‌های سیم‌پیچ‌های ترانسفورماتور را در هنگام بروز اعمال اضافه ولتاژ (اسپایک ولتاژ) ارزیابی می‌کند.